# Premolo
Premolo [ˈpreːmolo] (Prémol [ˈpɾemol] in dialetto bergamasco) è un comune italiano di 1 070 abitanti della provincia di Bergamo in Lombardia. Situato sulla destra orografica della val Seriana, dista circa 29 chilometri a nord-est dal capoluogo orobico ed è compreso nella Comunità montana della Valle Seriana.

## Geografia fisica

### Territorio

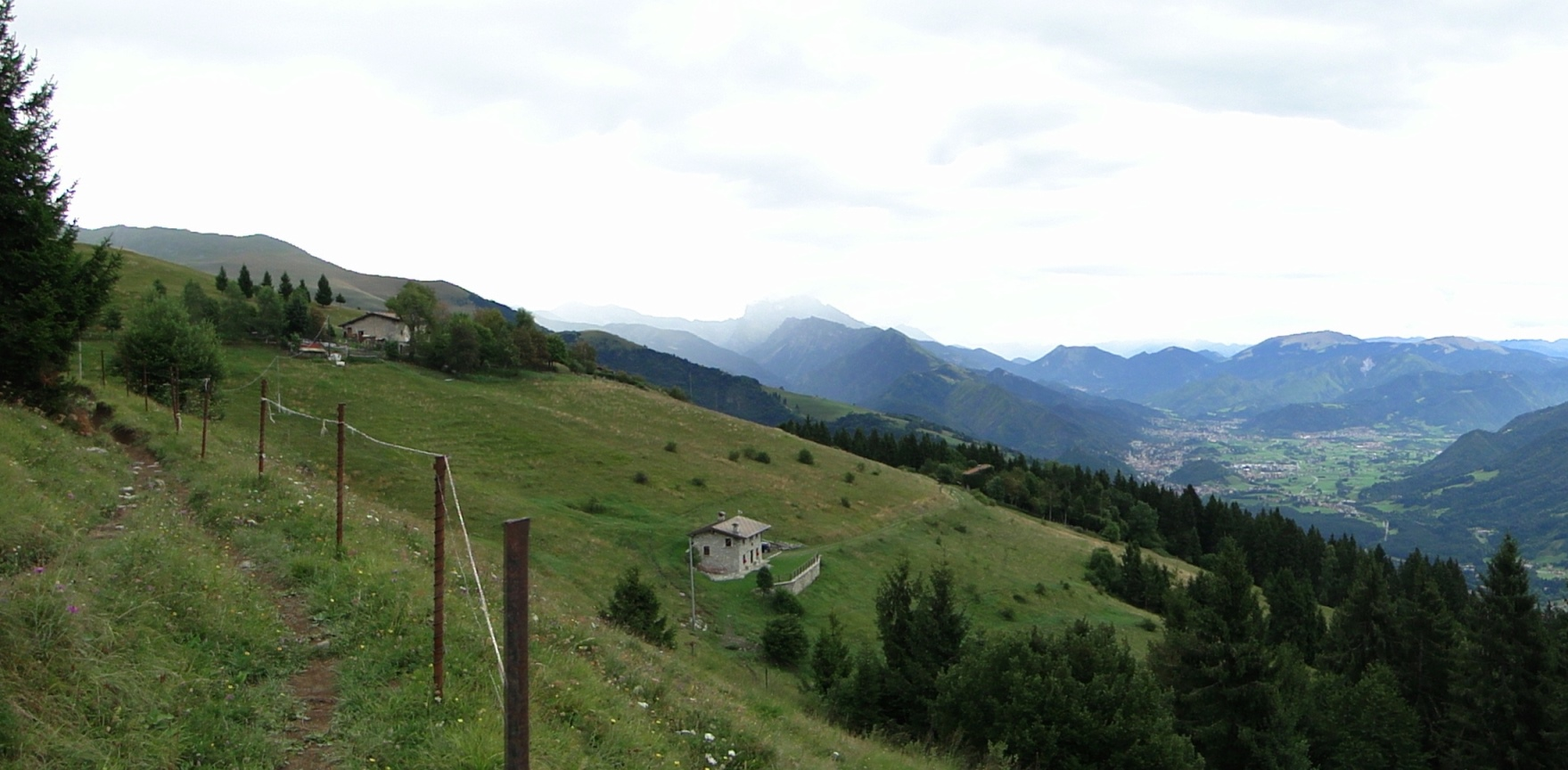
Baite in zona Belloro, con l'altopiano di Clusone sullo sfondo

Il territorio comunale è completamente montuoso e si sviluppa sul versante orografico destro della val Seriana, ad un'altezza di compresa tra i circa 510 m s.l.m. della parte inferiore ed i 2.512 del Pizzo Arera.
Il nucleo abitativo del capoluogo, distribuito in modo uniforme sulle pendici meridionali delle Cime di Belloro, si sviluppa nella parte meridionale del territorio comunale, ad un'altezza media di circa 625 m s.l.m., è costituito da numerose contrade: più in basso si trovano Ceradello, nucleo separato dal resto dell'abitato e posto nella porzione più occidentale, ed Oselandina in quella orientale. Salendo si trovano quindi Costa, Ranica, Case Lulini, Botta e Piane, fino ad arrivare a Bratte, ovvero il nucleo abitativo posto più a monte. Queste, un tempo divise, in seguito all'espansione edilizia avvenuta negli ultimi decenni del XX secolo in molti casi risultano ormai essere fuse tra loro. Infine vi è la località Sonfaet, situata a monte dell'abitato e percorsa da una strada silvo-pastorale che, disseminata di numerose cascine e baite montane poste tra pascoli e boschi (che vanno tra i 750 ed i 1900 m s.l.m.) ancora oggi sfruttati, conduce quasi fino alle cime di Belloro, due alture di 1307 e 1383 m s.l.m. che svettano come promontori dai dolci declivi del monte Grem (2.049 m s.l.m.)
I confini amministrativi del comune sono quasi interamente definiti da limiti naturali, quali linee di impluvio, creste di montagne o corsi d'acqua. 

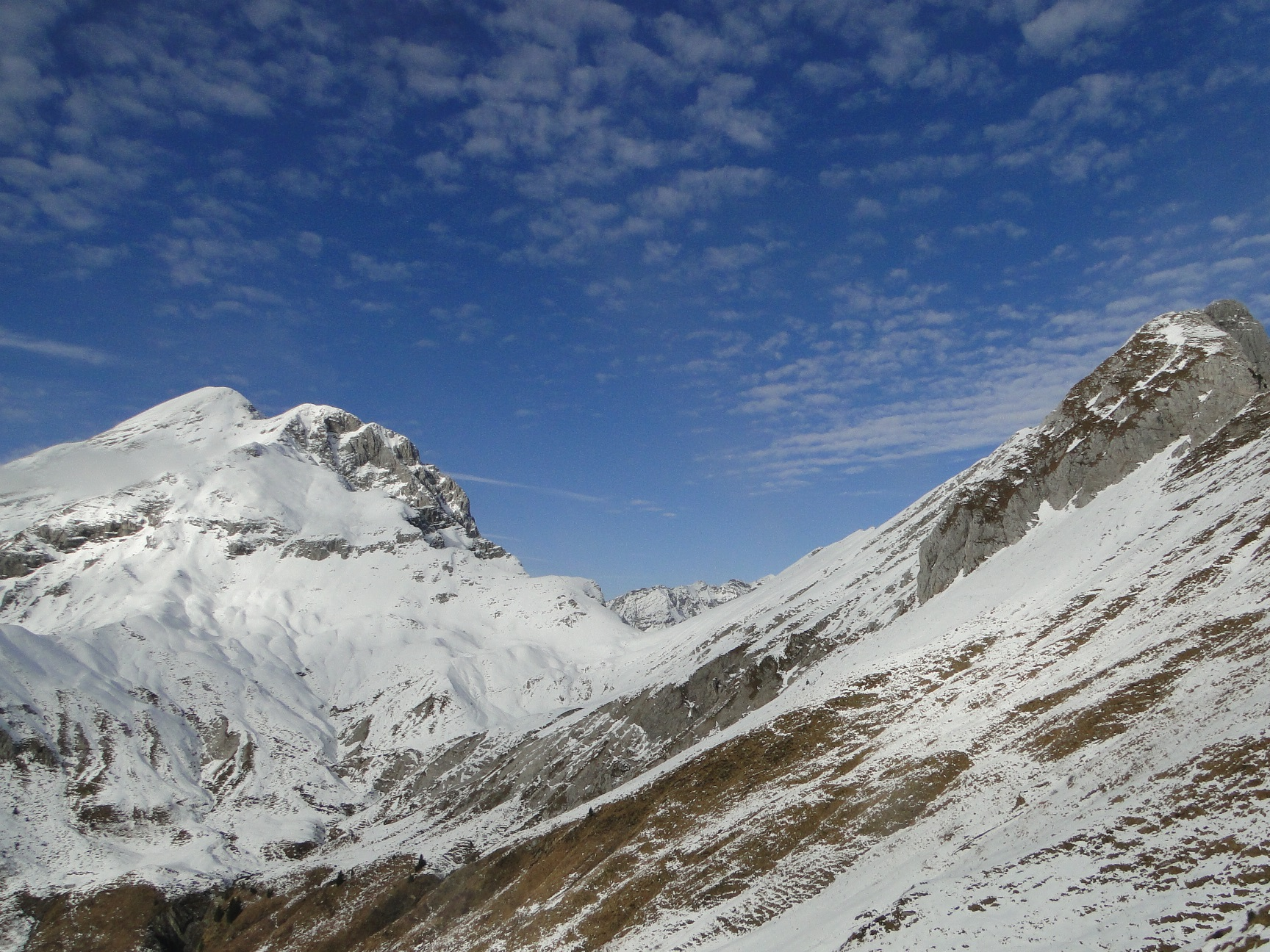
Il crinale che va dal pizzo Arera alla cime di Valmora (con al centro il passo di Valmora), limite amministrativo settentrionale del comune

A sud, parte più bassa del territorio comunale, il confine è dato dal piccolo pianoro posto a poco più di 500 m s.l.m. che, sovrastante il fondovalle in cui scorre il fiume Serio, funge da limite amministrativo con il borgo di Nossa (più precisamente con la contrada Mascherpì, detta Capra alta). Ad Est è il torrente Nossana, che scorre nella valle Dossana, a dividere le competenze comunali con quelle di Ponte Nossa e Parre. Il limite orientale segue l'andamento di quest'ultimo torrente, risalendo fino alla località Piazza Manzone, da cui si sposta sul crinale che divide la valle stessa dalla sua tributaria val Gorgolina (totalmente ricadente negli ambiti di Premolo), e raggiunge la cima di Leten (2.095 metri). A questo punto la demarcazione settentrionale è data dalla linea che funge da spartiacque con la Valcanale di Ardesio, e giunge fino al pizzo Arera.
I confini ridiscendono quindi verso Sud lungo la costa che dall'Arera arriva fino al Grem, limite amministrativo con Oltre il Colle, per ridiscendere infine lungo lo spartiacque con la val del Riso, che permette di toccare i territori di Oneta e Gorno, fino alle Cime di Belloro. Da queste ultime le competenze comunali sono divise da quelle di Gorno mediante il corso del torrente che solca la piccola val Rogno.
Il paese, posto in posizione panoramica sulla valle Seriana, è raggiungibile mediante la S.P. 47, che si dirama dalla Strada statale 671 della Val Seriana (principale arteria della zona che collega Bergamo con Clusone) poco prima dell'abitato del paese di Ponte Nossa e con andamento sinuoso ne raggiunge il centro.
Ricchissima è l'idrografia. Sul territorio sono presenti numerosi torrenti che raccolgono le acque provenienti da sorgenti e dai monti circostanti. Il principale è la Nossana, che scorre nella valle Dossana dove nella sua parte più a monte è interessata da fenomeno di carsismo, mentre in quella terminale dà luogo ad un acquedotto (ricadente però nelle competenze territoriali di Ponte Nossa) che, con una portata stimata tra i 900 ed i 1.500 litri al secondo, soddisfa il fabbisogno idrico di 118 000 persone nella provincia di Bergamo.
La Nossana riceve numerosi affluenti minori, molti dei quali si gonfiano solo in seguito ad abbondanti piogge, i principali dei quali sono quelli che solcano la val Gorgolina, la vall'Acqua e la val Rogno.

## Storia

### Dalla preistoria alla dominazione romana

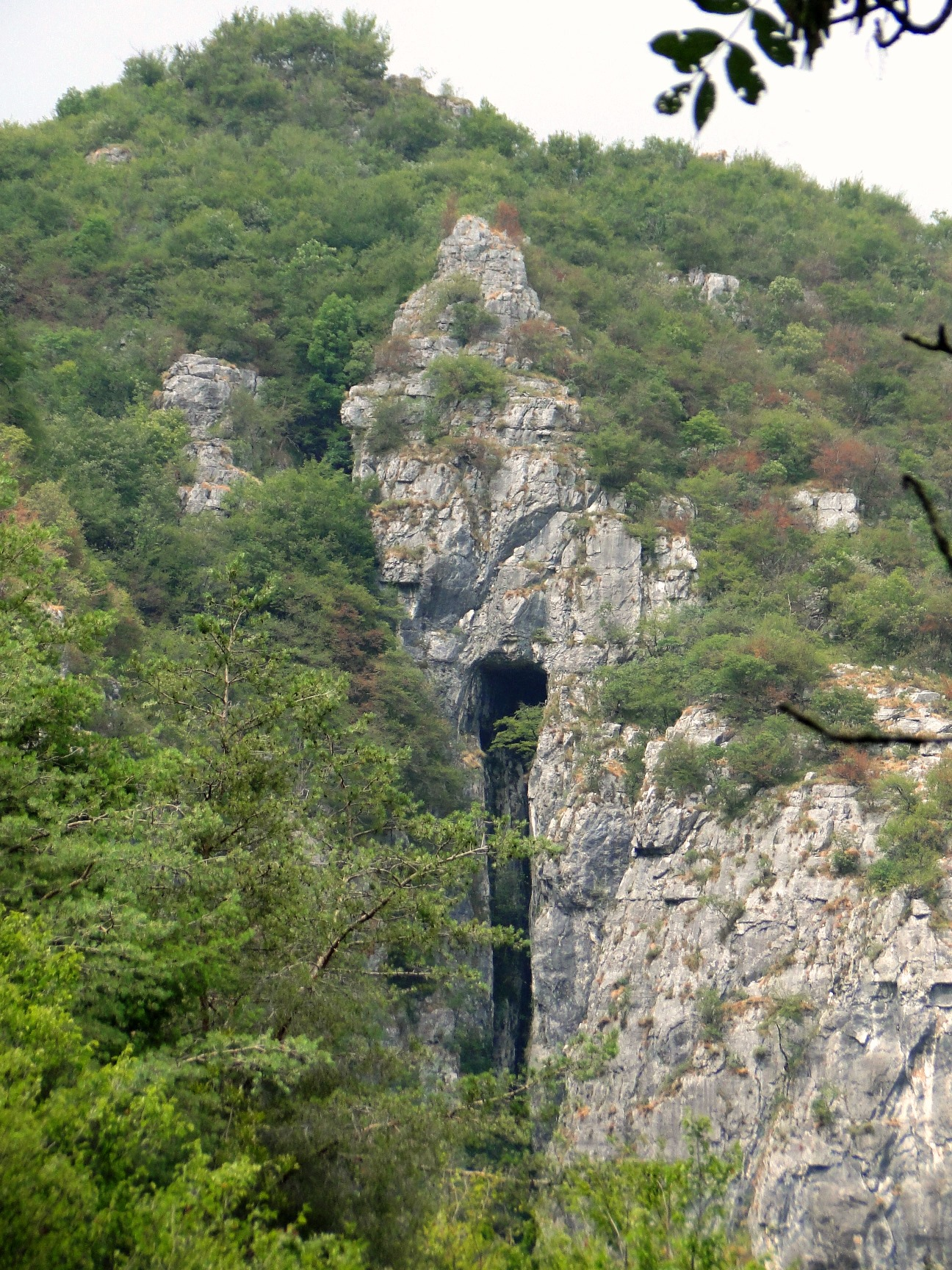
Il Canal de l'Andruna, dove furono rinvenuti i resti preistorici

Non si hanno notizie certe e specifiche riguardo ai primissimi insediamenti nel territorio di Premolo, ma si possono ricostruire grazie ad alcuni ritrovamenti ed alla storia generale dei comuni limitrofi.
Secondo studi storico-archeologici, i primi insediamenti nelle nostre valli si ebbero in età neo-eneolitica, quindi circa 3000 anni fa, da gruppi transalpini tra cui gli Umbro-Sabelli, Reto-Ladini, i Tauri, gli Illiri, che comprendevano anche il ceppo degli Orobi. A testimonianza di queste ipotesi vi sono diverse scoperte archeologiche, tra cui i resti di un villaggio pastorizio in località Belloro e il celebre ritrovamento nel 1963 di una tomba con reperti ossei di tre uomini, due donne e tre bambini, selci lavorate e cocci nel Canal de l'Andruna, un antro utilizzato nell'età del bronzo a scopi funerari, che ha permesso di retrodatare la presenza umana nella provincia di Bergamo.
A questi vanno inoltre aggiunti i ritrovamenti avvenuti nel vicino comune di Parre, dove importante fu la scoperta di più di una tonnellata di manufatti bronzei all'interno di un ripostiglio di un fabbro risalente al V secolo a.C..
La zona ha da sempre favorito insediamenti stabili volti allo sfruttamento delle numerose materie prime presenti. Tra queste si segnalano il bronzo, il piombo, il ferro e la cadmea, ma anche la limonite, la siderite, la galena argentifera, la blenda e la calcopirite, materiali molto frequenti anche nell'attigua Val del Riso.
In seguito agli Orobi si aggiunsero ed integrarono, a partire dal V secolo a.C. le popolazioni di ceppo celtico, tra cui i Galli Cenomani.
Successivamente, in un periodo compreso tra il III ed il I secolo a.C., la zona fu assoggettata al dominio dei Romani. Questi diedero impulso all'economia della zona grazie allo sviluppo delle estrazioni minerarie, che erano comunque sicuramente già avviate, dando un ulteriore sviluppo collegando i vari giacimenti d'estrazione. In particolare i terreni di Belloro erano considerati come quelli con le migliori miniere di calamina, fondamentale in antichità per la produzione di bronzo.
Probabilmente non vi era un preciso e delimitato centro abitato, ma soltanto piccoli agglomerati di capanne, con gli abitanti che trovavano sostentamento dall'agricoltura e dalla pastorizia. Non è da escludere inoltre che tra i “residenti” vi fossero anche alcuni schiavi (i cosiddetti damnatio ad metalla), impiegati nelle vicine miniere di ferro dell'attigua val del Riso.

### Il medioevo

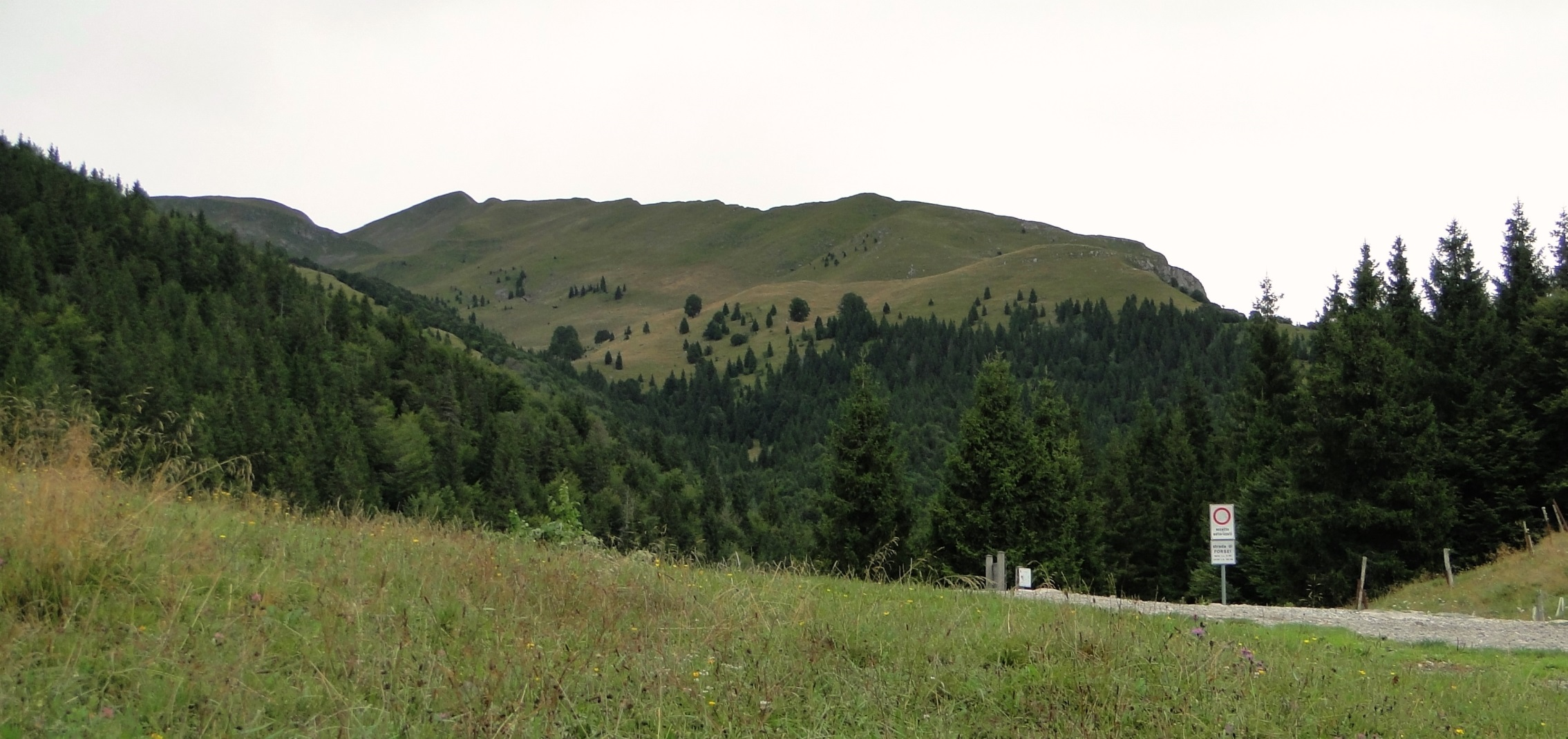
La località Belloro, sede di attività estrattive, con il monte Golla sullo sfondo.

Dopo il V secolo, al termine della dominazione romana, vi fu un periodo di decadenza ed abbandono del centro abitato, con la popolazione che sovente era costretta a cercare riparo sulle alture circostanti al fine di difendersi dalle scorrerie perpetrate dalle orde barbariche, fenomeno tuttavia molto meno frequente rispetto ai paesi del fondovalle seriano. La situazione ritornò a stabilizzarsi con l'arrivo dei Longobardi, popolazione che a partire dal VI secolo si radicò notevolmente sul territorio, influenzando a lungo gli usi degli abitanti: si consideri infatti che il diritto longobardo rimase de facto attivo nelle consuetudini della popolazione fino al XV secolo.
Con l'arrivo dei Franchi, avvenuto verso la fine dell'VIII secolo, il territorio venne sottoposto al sistema feudale, con il paese che inizialmente venne assegnato, al pari di gran parte della valle, ai monaci di Tours per poi essere infeudato nel 1041 al vescovo di Bergamo.
Le prime notizie scritte del borgo si hanno in documenti del 1118 (in loco Primolus) e dell'11 giugno 1171, dove si può leggere la cessione di alcuni terreni da parte del vescovo di Bergamo Guala ad alcuni uomini di Premolo, Gorno e Parre, in cambio di altri terreni riferiti ai paesi di Urgnano e Cologno, documento che secondo gli studiosi segna anche la nascita ufficiale del comune.
Un altro atto, datato 10 maggio 1249 fa riferimento alla transazione di alcuni terreni tra il comune di Premolo e quello di Gorno.

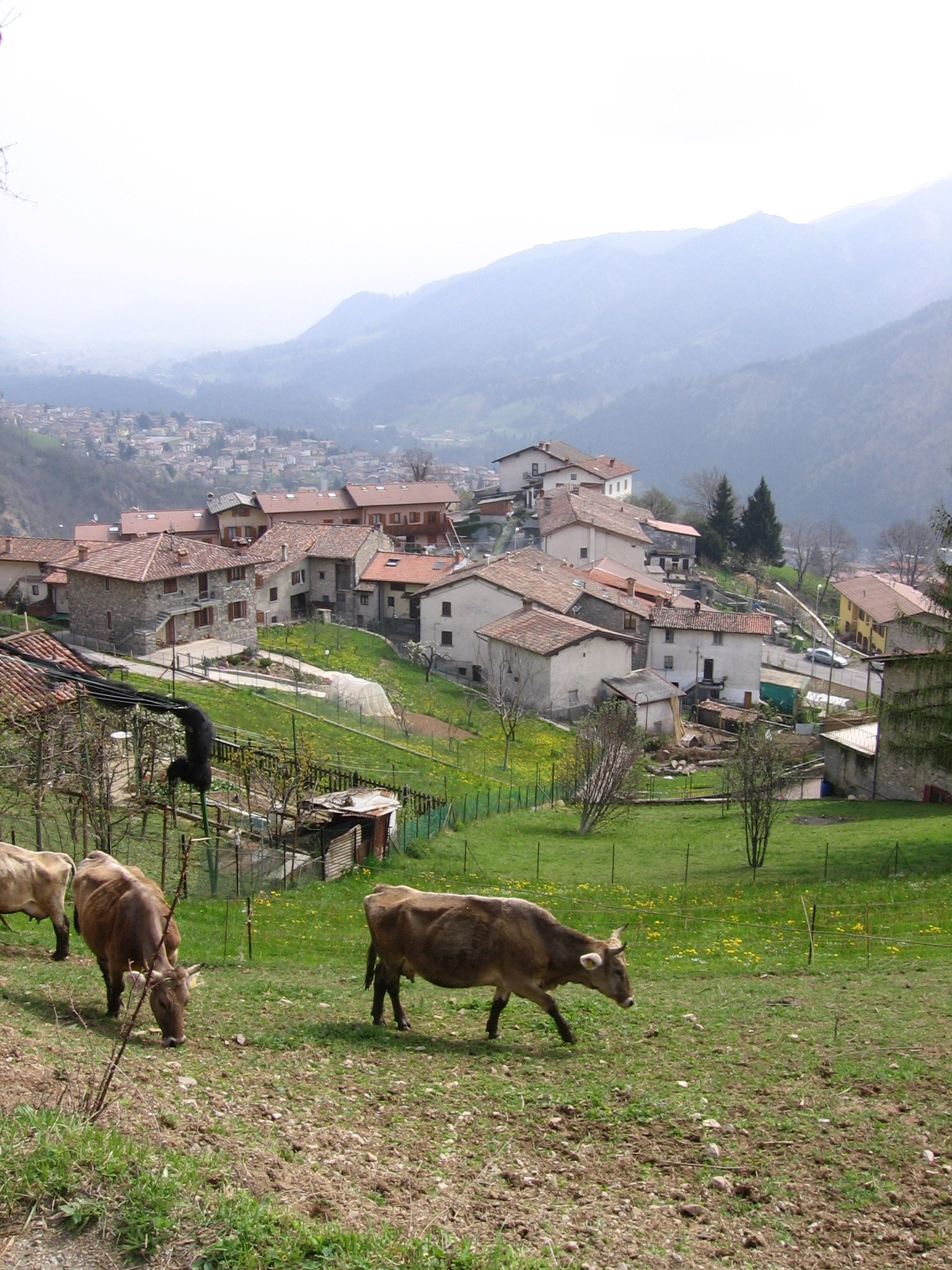
L'allevamento, da sempre tra le attività principali degli abitanti

In seguito il paese si sviluppò in modo importante tanto che, sull'onda di quando andava accadendo nel vicino centri, tra il XIII ed il XIV secolo riuscì ad emanciparsi dal potere feudale, venendo citato come comune autonomo negli statuti della città di Bergamo ed inserito nella circoscrizione denominata Facta di san Lorenzo. A tal riguardo interessante è l'atto rogato dai notai Giovanni di Pagano Dordoni da Gorno e Zambono della Costa che, datato 9 novembre 1392, definì i confini di Premolo. Si sa quindi che i limiti amministrativi erano molto simili a quelli attuali, con l'aggiunta del censuario della contrada di Nossa, posta nel fondovalle lungo la riva del Serio.
In tutti questi documenti medievali il paese veniva indicato con i nomi di Primolus o Primulus, indicazioni che hanno spinto alcuni studiosi a ritenere che il toponimo derivasse da una contrazione della parola latina Primus locus, ovvero prima località abitata. Un'altra teoria, con meno riscontri, vorrebbe invece farlo derivare da "Pre Molum", ovvero paese posto prima del monte Molo, toponimo del quale attualmente non si hanno riscontri ma identificabile con la mole del pizzo Formico, posto sull'opposto versante della vallata.
In ambito sociale, al contrario di quanto andava accadendo nelle zone limitrofe ed in quasi tutta la provincia di Bergamo, non ebbero a verificarsi attriti tra le fazioni di guelfi e ghibellini. Le cronache raccontano solo del passaggio nel borgo di Nossa (in quel tempo facente parte degli ambiti comunali di Premolo) di colonne guelfe nel 1376, e di quelle ghibelline due anni più tardi, entrambe dirette al castello di San Lorenzo di Rovetta, centro di battaglie ed assedi, senza tuttavia che nel centro abitato venissero commessi danneggiamenti di alcun tipo.
Alla definitiva pacificazione si arrivò nella prima metà del XV secolo, grazie al passaggio alla Repubblica di Venezia, avvenuto nel 1427 dopo un'espressa richiesta di Bergamo e delle sue valli, e ratificato dalla Pace di Ferrara del 1428. La Serenissima garantì una diminuzione della pressione fiscale ed offrì maggiore autonomia, dando inizio ad un periodo contrassegnato da tranquillità in cui l'intera zona riprese a prosperare.
Nel 1596 il comandante veneto Giovanni Da Lezze, redisse una relazione nella quale annotava la separazione amministrativa del borgo di Nossa, nonché il numero degli abitanti, censiti in 570 unità, per lo più dediti alla pastorizia. Questa mansione, se da un lato li costringeva a percorrere grandi distanze per permettere la transumanza delle greggi nelle pianure pavesi in inverno e nelle vallate valtellinesi in estate, dall'altra garantiva loro la sussistenza grazie alla produzione di latte, formaggi e derivati, ma anche di buoni quantitativi di lana, venduti sui mercati lanieri di Gandino e della valle Seriana.

### Da Napoleone fino ai giorni nostri

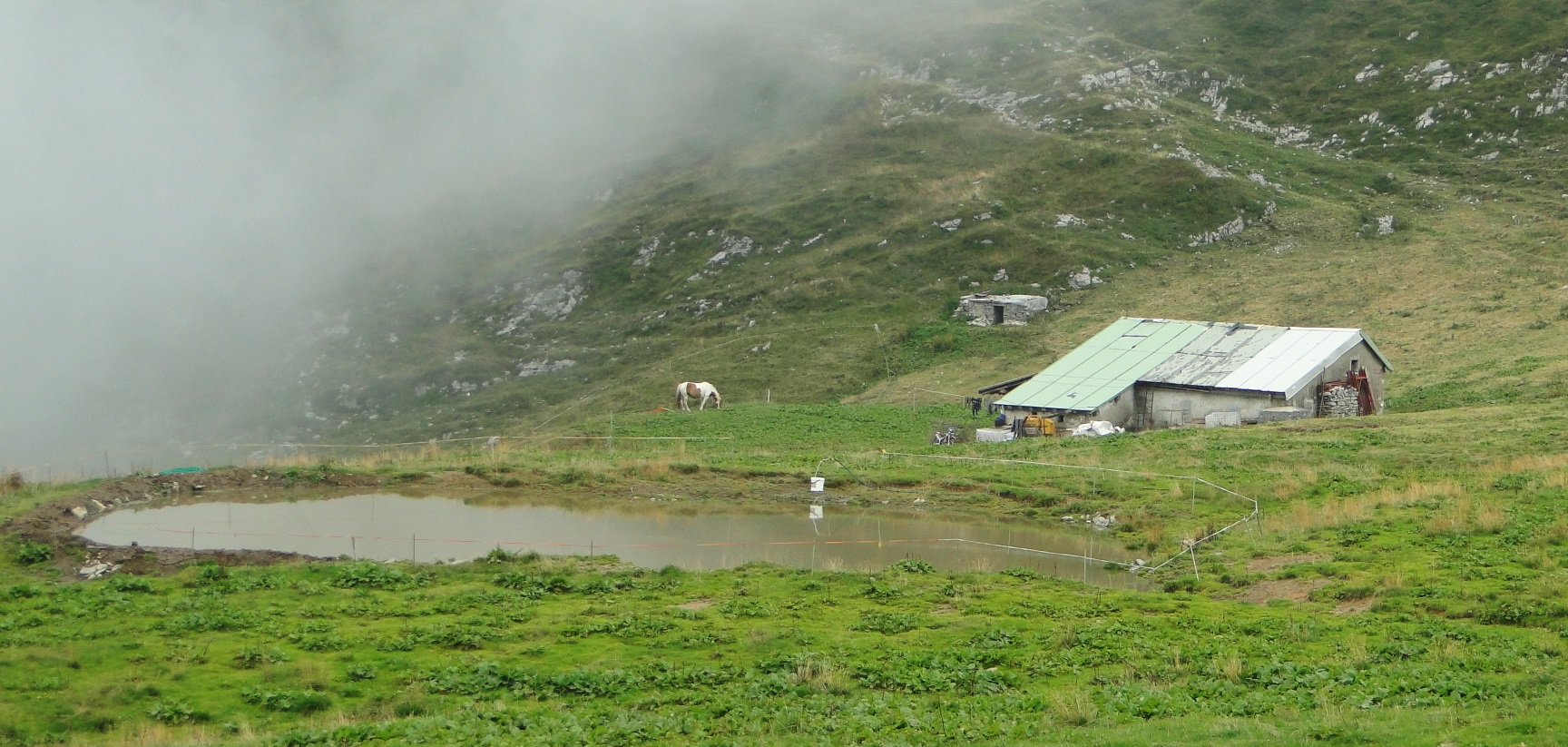
La baita Camplano, tuttora utilizzata

Il potere della Repubblica di Venezia durò fino al 1797 quando, in seguito al trattato di Campoformio, venne sostituita dalla napoleonica Repubblica Cispadana. Il cambio di dominazione comportò una serie di stravolgimenti in ambito amministrativo: nel 1798 avvenne l'unificazione di Premolo con Ponte Nossa, con i due centri nuovamente suddivisi nel 1805. Nel 1809 una revisione dei confini mediante un'imponente opera di accorpamento dei piccoli centri ai più grandi portò Premolo ad essere inglobato, al pari di Ponte Nossa, al vicino centro di Parre.
L'unione tra i tre borghi durò poco, dal momento che nel 1816, in occasione del nuovo cambio di governo che vide subentrare l'austriaco Regno Lombardo-Veneto alle istituzioni francesi, questi vennero nuovamente scissi.
Non sono molte le documentazioni di quel periodo riguardanti questo piccolo borgo, che ha sempre vissuto nella più assoluta tranquillità, scandita dai ritmi della natura che ha fornito la principale fonte di sussistenza agli abitanti, garantendo agricoltura e allevamento, ma anche attività estrattive di minerali ricavati dalle pendici del monte Grem.
Infatti nella seconda parte del XIX secolo, contestualmente all'Unità d'Italia, si verificò uno sviluppo dell'industria estrattiva, favorito dal commercio di materiale siderurgico. 
Il principale elemento estratto era la calamina, un miscuglio di minerali a base di zinco, per la cui estrazione Premolo, al pari dei borghi vicini, divenne fonte di manodopera generica e specializzata.
A questa situazione si aggiunse la nascita di realtà industriali operanti nell'ambito tessile che, pur non essendo presenti sul territorio di Premolo ma insediatesi poco distante presso il fondovalle (Ponte Nossa e Ponte Selva), permisero di assorbire una discreta quantità di manodopera per lo più femminile, modificando gli usi e le abitudini degli abitanti. Queste mutate condizioni economiche e sociali, fecero sì che il numero dei residenti, rimasto invariato per secoli (dai 570 abitanti del 1596 ai 552 del 1881), lievitò notevolmente nel volgere di un paio di decenni, raggiungendo la quota di 876 nel 1911.
Nel 1927 il regime fascista, nell'ambito di una riorganizzazione amministrativa volta a favorire i grossi centri a scapito dei più piccoli, unì nuovamente Premolo a Ponte Nossa in un'entità denominata Nossa. L'unione durò fino al termine della seconda guerra mondiale, quando il 20 agosto 1947 Premolo riacquisì la definitiva autonomia.
Nella seconda parte del XX secolo il borgo risentì di un ulteriore incremento demografico, dovuto alla costruzione di numerose abitazioni che hanno portato i numerosi nuclei a fondersi tra loro. Tuttavia, a differenza di numerosi altri paesi della valle, il centro abitato non venne snaturato: fu mantenuta l'identità rurale, preservata e tutelata anche grazie al recupero delle numerose baite e cascine disseminate su tutto il territorio.

### Simboli
Lo stemma è stato concesso con R.D. del 17 febbraio 1927, seguito da RR.LL.PP. del 10 marzo 1927.
L'immagine è tratta da un'effige che si trova sopra una croce custodita nella chiesa parrocchiale. Donata dalla comunità nel 1488, nella sua parte superiore è inciso il nome Comunis de Premolo. Il tronco d'albero allude allo sfruttamento forestale basato sul taglio della legna.
Il gonfalone è un drappo di azzurro ai due pali laterali tripartiti dei colori nazionali.

## Monumenti e luoghi d'interesse

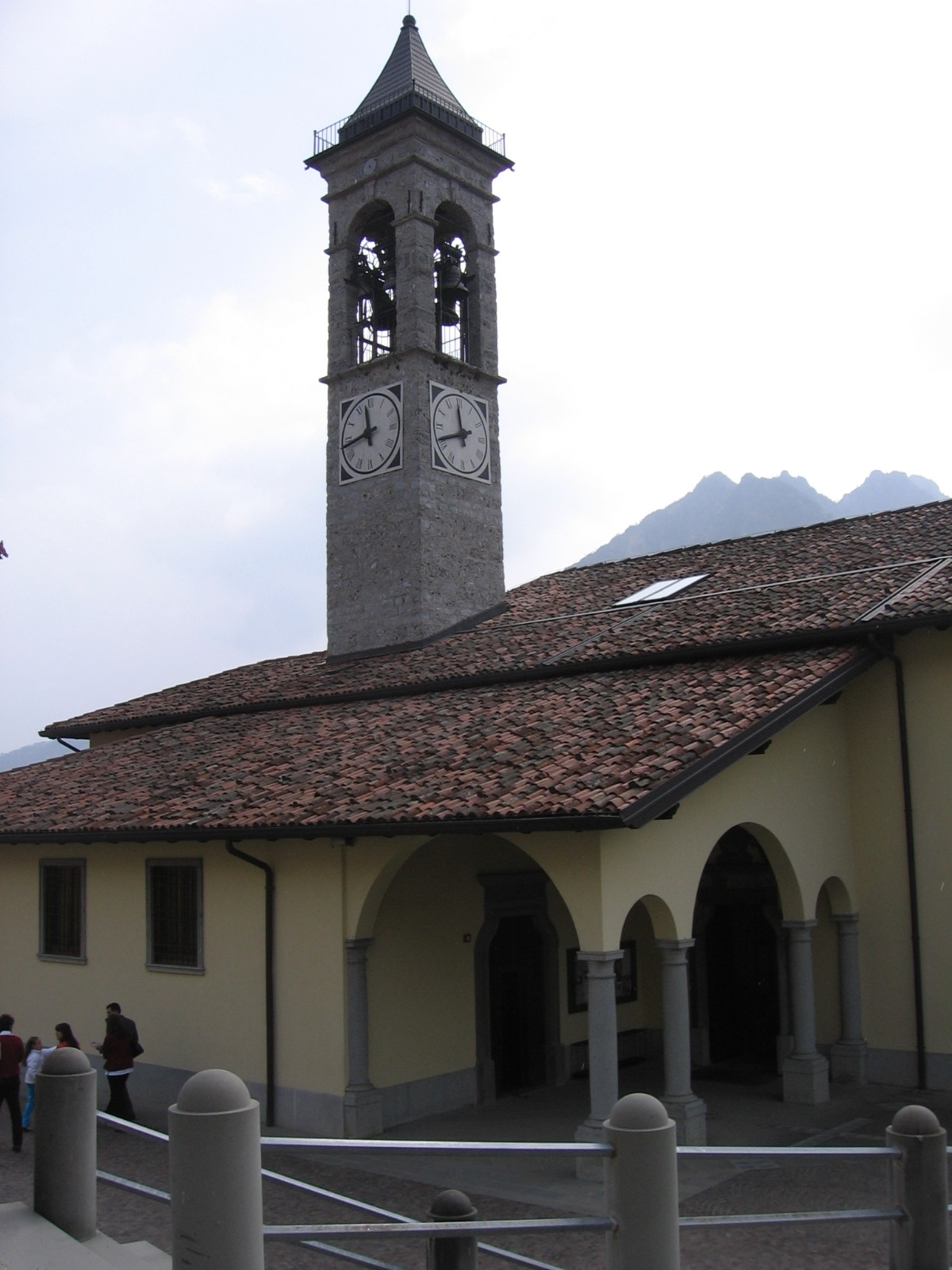
Chiesa parrocchiale di S. Andrea

L'edificio più importante del paese dal punto di vista artistico e storico, è senza dubbio la chiesa parrocchiale di Sant'Andrea collocata nella parte centro-occidentale dell'abitato.
La struttura primitiva risale ad un periodo prossimo alla fine del XIII secolo, essendo citata in un documento del 1290, anche se nel corso dei secoli venne sottoposta a numerosi lavori di restauro e ristrutturazione, sia all'interno che all'esterno, che ne modificarono profondamente la struttura. 
Gli interventi, sia conservativi che innovativi, furono influenzati dagli stili e dalle culture delle varie epoche (XVI e XVIII secolo su tutti), l'ultimo dei quali risale ad un periodo compreso tra il 1861 ed il 1890. 
La struttura attuale, da cui si accede mediante un porticato con archi a tutto sesto, è dotata di tre navate, suddivise a loro volta in cinque campate da archi e lesene marmoree decorate con capitelli. Le due navate laterali, più basse rispetto a quella centrale, presentano due altari secondari, con quella sinistra che possiede anche un ingresso laterale. Al proprio interno sono presenti dipinti e sculture di rilievo, tra cui alcune dell'intarsiatore Andrea Fantoni.
Attigua alla chiesa vi è inoltre la cripta ipogea di don Antonio Seghezzi, dedicata al presbitero e partigiano nativo di Premolo, del quale nel 2006 vi sono stati traslati i resti. La cripta è inclusa in un percorso che si snoda nel territorio comunale e tocca i luoghi che ne caratterizzarono la vita: la casa natale e l'abitazione dell'infanzia (entrambe in via Lulini), il monumento ed il luogo della speranza (in località Morandina, a monte dell'abitato).

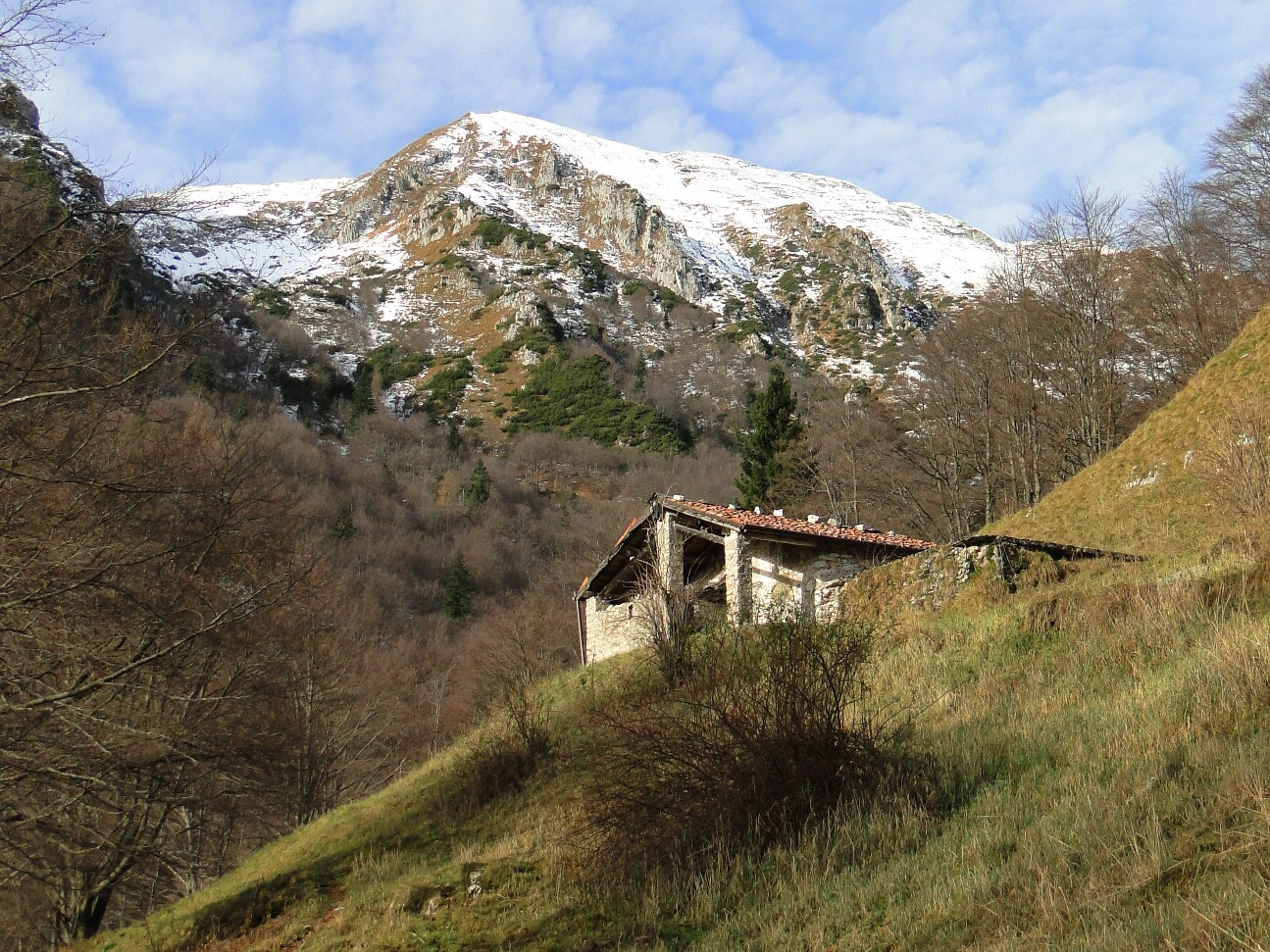
La cascina Rinati, in val Gorgolina

In ambito civile, su tutta l'area comunale vi sono numerosi esempi di architettura rurale risalenti ad un periodo compreso tra il XVI ed il XVIII secolo, caratterizzati da loggiati ed arcate.
In ambito naturalistico, numerose sono le possibilità che il territorio comunale offre a chi volesse passare un po' di tempo immerso nel verde. Si segnala il sentiero dell'Alto Serio che, proveniente dalla Calchera di Gorno e diretto a Cossaglio (frazione di Parre), solca da est ad ovest l'abitato.
Poco più a monte, dalla località Bratte, parte il sentiero, contrassegnato con il segnavia del C.A.I. numero 245, che si addentra nella val Dossana e raggiunge la val Gorgolina, laterale di quest'ultima. Nel primo tratto, ristrutturato nei primi anni del XXI secolo è presente un percorso vita, mentre nella seconda parte si possono ammirare una vegetazione rigogliosa e numerose cascine rurali (le baite Lòa e Piazza Manzone, e le cascinae Costa Bruciata e Rinati) fino a giungere presso la baita di Valmora, dove si interseca la traccia numero 240 che, proveniente dalla baita Camplano (posta al confine tra Premolo ed Oltre il Colle), conduce fino al rifugio Santamaria di Leten. Da questa zona è inoltre possibile raggiungere le vette del pizzo Arera, della Cima di Valmora e della cima di Leten.
Inoltre dalla località Belloro, raggiungibile dal centro abitato mediante una strada silvo-pastorale a traffico limitato (a margine della quale è presente il rifugio G.A.E.N., gestito dal gruppo alpinistico di Ponte Nossa), prendono vita le tracce 260, 262 e 263. Le prime due conducono al monte Golla, passando rispettivamente da baita Foppelli e rifugio Golla (gestito dal C.A.I. di Leffe), e dalla baita Piazza; mentre la terza conduce al monte Grem, passando per il bivacco Telini e la baita Mistri, entrambe vicine al confine con Gorno, tanto da essere gestite da associazioni del medesimo comune.

## Società

### Evoluzione demografica
Abitanti censiti

### Etnie e minoranze straniere
Gli stranieri residenti nel comune sono 34, ovvero una percentuale pari a circa il 3% della popolazione, uno dei valori più bassi della zona. Di seguito sono riportati i gruppi più consistenti:
1. Marocco, 13
2. Romania, 4
3. Ucraina, 4
4. Senegal, 3
5. Polonia, 2

## Cultura

### Eventi
- Festa patronale di sant'Andrea. Ultima domenica di novembre
- Festa di san Defendente (co-patrono del paese). Prima domenica di settembre, ed ogni cinque anni la festa diventa solenne (denominata "Ol festù"), a memoria del voto fatto il 2 gennaio 1630 affinché la popolazione venisse protetta dall'ondata di peste.

## Amministrazione
| Periodo        | Periodo        | Primo cittadino | Partito                       | Carica  | Note |
| -------------- | -------------- | --------------- | ----------------------------- | ------- | ---- |
| 24 aprile 1995 | 13 giugno 1999 | Carlo Seghezzi  | lista civica                  | sindaco |      |
| 14 giugno 1999 | 12 giugno 2004 | Paolo Titta     | lista civica                  | sindaco |      |
| 13 giugno 2004 | 7 giugno 2009  | Giovanni Gaiti  | lista civica                  | sindaco |      |
| 8 giugno 2009  | 25 maggio 2014 | Emilio Rota     | lista civica Progetto Premolo | sindaco |      |
| 26 maggio 2014 | in carica      | Omar Seghezzi   | lista civica Progetto Premolo | sindaco |      |

### Gemellaggi
- Camerino, dal 2017[22]